# Erika Bernardi
Erika Bernardi (Palmanova, 11 ottobre 1976) è un'attrice e personaggio televisivo italiana.

## Biografia
Nata a Palmanova nel 1976, muove i primi passi alla conduzione di programmi sportivi sulla rete locale Telefriuli, successivamente in età adulta si trasferisce a Roma, dove studia recitazione presso il Teatro dei Cocci e presso il Duse Studio, diretto da Francesca De Sapio.
Ha fatto il suo debutto cinematografico a 22 anni con il film Tifosi, regia di Neri Parenti. L'anno successivo partecipa a Il conte di Melissa, diretto da Maurizio Anania, ed interpreta il ruolo di "Claudia" in Qui non è il paradiso, regia di Gianluca Maria Tavarelli; nel 2003 ha il ruolo di "Sara" in Andata e ritorno, diretto da Alessandro Paci.
Dopo la partecipazione, nel 2001, al programma in onda su Canale 5, Italiani, con Paolo Bonolis e Luca Laurenti, nel 2003 ritorna su Canale 5 come attrice in Elisa di Rivombrosa, regia di Cinzia TH Torrini; successivamente partecipa al film tv Il mondo è meraviglioso (2005) e alla miniserie tv Butta la luna (2006), entrambe dirette da Vittorio Sindoni e trasmesse da Rai Uno. Nel 2006 appare anche nella miniserie in due puntate, L'ultima frontiera, regia di Franco Bernini.

## Filmografia

### Cinema
- Tifosi, regia di Neri Parenti (1999)
- Il conte di Melissa, regia di Maurizio Anania (2000)
- Qui non è il paradiso, regia di Gianluca Maria Tavarelli (2000)
- Andata e ritorno, regia di Alessandro Paci (2003)
- Due passi nell'incubo, regia di Corrado Lannaioli e Alexis Tambè – episodio: Il contratto (2006)

### Televisione
- Elisa di Rivombrosa – serie TV, 4 episodi (2003)
- Il mondo è meraviglioso, regia di Vittorio Sindoni – film TV (2005)
- Butta la luna – serie TV (2006)
- L'ultima frontiera, regia di Franco Bernini – film TV (2006)